# جاسيك ميتسكيفيتش
جاسيك ميتسكيفيتش (بالبولندية: Jacek Mickiewicz)‏ (و. 1970  م) هو راكب دراجة هوائية بولندي، شارك في الألعاب الأولمبية الصيفية 1992.

## روابط خارجية
- جاسيك ميتسكيفيتش على موقع أرشيف الدراجات (الإنجليزية)
- جاسيك ميتسكيفيتش على موقع إحصائيات الدراجات الإحترافية (الإنجليزية)
- جاسيك ميتسكيفيتش على موقع نسبة الدراجات (الإنجليزية)
- جاسيك ميتسكيفيتش على موقع أوليمبيديا (الإنجليزية)
- جاسيك ميتسكيفيتش على موقع اللجنة الأولمبية البولندية (مؤرشف) (البولندية)